# Calheta
Calheta es una villa portuguesa en la isla de São Jorge, Azores, Portugal, con cerca de 1200 habitantes (censo de 2001). 
Fue elevada a la condición de villa el 3 de junio de 1543, por carta regia de Juan III de Portugal (Arquivo dos Açores, Vol. V, pág. 141). El 12 de mayo de 1718 se autoriza la construcción del convento de la Villa de Calheta. En 1732 comienza la edificación de su iglesia matriz. 
Es sede de un municipio con 126,51 km² de área y 4069 habitantes (2001), subdividido en 5 freguesias. El municipio limita al noroeste por con el de Velas, encontrándose rodeado por el océano Atlántico en las demás direcciones. 

## Población
| Población del municipio de Calheta (1849 – 2004) | Población del municipio de Calheta (1849 – 2004) | Población del municipio de Calheta (1849 – 2004) | Población del municipio de Calheta (1849 – 2004) | Población del municipio de Calheta (1849 – 2004) | Población del municipio de Calheta (1849 – 2004) | Población del municipio de Calheta (1849 – 2004) | Población del municipio de Calheta (1849 – 2004) |
| ------------------------------------------------ | ------------------------------------------------ | ------------------------------------------------ | ------------------------------------------------ | ------------------------------------------------ | ------------------------------------------------ | ------------------------------------------------ | ------------------------------------------------ |
| 1849                                             | 1900                                             | 1930                                             | 1960                                             | 1981                                             | 1991                                             | 2001                                             | 2004                                             |
| 4753                                             | 7669                                             | 6652                                             | 7429                                             | 4434                                             | 4512                                             | 4069                                             | 3972                                             |

## Geografía
Las freguesias de Calheta son las siguientes:
- Calheta
- Norte Pequeno
- Ribeira Seca
- Santo Antão
- Topo (o Nossa Senhora do Rosário)

Con efectos estadísticos y administrativos, y para diferenciarla de la villa homónima en Madeira, se suele designar a la población Calheta de São Jorge o simplemente como Calheta, mientras que la Calheta de Madeira es conocida como Vila da Calheta.